# 傑克遜 (新罕布什爾州)
傑克遜（英語：Jackson）是一個位於美國新罕布什爾州卡羅爾縣的鎮。

## 人口
根據2020年美國人口普查的數據，傑克遜的面積為173.00平方千米，當中陸地面積為172.90平方千米，而水域面積為0.10平方千米。當地共有人口1028人，而人口密度為每平方千米6人。